# سودا بی (کالیفرنیا)
سودا بی (به انگلیسی: Soda Bay) یک منطقهٔ مسکونی در ایالات متحده آمریکا است که در شهرستان لیک، کالیفرنیا واقع شده‌است. سودا بی ۳٫۳۲۸ کیلومتر مربع مساحت و ۱٬۰۱۶ نفر جمعیت دارد و ۴۲۶ متر بالاتر از سطح دریا واقع شده‌است.